# Melvin Schwartz
Melvin Schwartz (2.11.1932 – 28.8.2006) là nhà vật lý người Mỹ, đã đoạt Giải Nobel Vật lý năm 1988 chung với Leon M. Lederman và Jack Steinberger cho việc triển khai phương pháp chùm neutrino và sự chứng minh cấu trúc đôi của các lepton thông qua việc phát hiện neutrino muon.

## Cuộc đời và Sự nghiệp
Ông sinh và lớn lên ở thành phố New York trong thời kỳ Đại khủng hoảng và học ở trường Bronx High School of Science. Ông bắt đầu quan tâm tới Vật lý học khi lên 12 tuổi.
Ông đậu bằng cử nhân năm 1953 và bằng tiến sĩ năm 1958 ở Đại học Columbia, lúc đó do nhà vật lý từng đoạt giải Nobel Isidor Isaac Rabi làm khoa trưởng Phân khoa Vật lý. Schwartz làm giáo sư phụ tá ở Đại học Columbia năm 1958. Ông được thăng chức phó giáo sư năm 1960 và giáo sư năm 1963. Lý chính Đạo, một bạn đồng nghiệp ở Đại học Columbia - người đã đoạt giải Nobel ở tuổi 30 – đã thôi thúc việc thí nghiệm vật lý khiến cho Schwartz đoạt được giải Nobel. Schwartz và các bạn đồng nghiệp thực hiện các thí nghiệm khiến họ đoạt được giải Nobel Vật lý năm 1988, khi cả ba người cùng giảng dạy ở Đại học Columbia. Việc thí nghiệm này được thực hiện ở Phòng thí nghiệm quốc gia Brookhaven gần đó.
Năm 1966 - sau 17 năm ở Đại học Columbia, ông chuyển sang Đại học Stanford, nơi Stanford Linear Accelerator Center (Trung tâm máy gia tốc theo đường thẳng Stanford) có một máy gia tốc mới, vừa được hoàn thành. Tại đây, ông tham gia điều tra nghiên cứu điện tích không đối xứng trong sự phân hủy của các kaon trung tính tồn tại lâu dài và một dự án khác đã sản xuất và dò tìm các nguyên tử tương đối giống như nguyên tử hiđrô tạo thành một pion và một muon.
Trong thập niên 1970 ông thành lập và làm chủ tịch công ty Digital Pathways, Inc. (ở Mountain View, California). Năm 1991, ông trở thành phó giám đốc "Ban Vật lý hạt nhân và Năng lượng cao" ở Phòng thí nghiệm quốc gia Brookhaven (ở Upton, New York trên đảo Long Island). Cùng thời gian này, ông làm giáo sư Vật lý học ở Đại học Columbia. Năm 1994 ông được phong chức giáo sư Isidor Isaac Rabi và nghỉ hưu năm 2000.

## Từ trần
Ông nghỉ hưu ở Ketchum, Idaho, và qua đời ngày 28.8.2006 ở nhà an dưỡng tư tại Twin Falls, Idaho, sau thời gian bị bệnh Parkinson và viêm gan C.

## Giải thưởng và Vinh dự
- Viện sĩ Viện hàn lâm Khoa học quốc gia Hoa Kỳ năm 1975
- Hội viên Hội Vật lý Hoa Kỳ
- Giải Hughes (của Hội Vật lý Hoa Kỳ) năm 1964
- Giải Nobel Vật lý năm 1988

## Xuất bản phẩm
- Samios, N. P., Plano, R., Prodell, A., Schwartz, M. và J. Steinberger. "The Parity of the Neutral Pion and the Decay pi{sup 0} Yields 2e{sup +} + 2e{sup -}", Nevis Cyclotron Laboratory, Columbia University, United States Department of Energy (through predecessor agency the Atomic Energy Commission), Office of Naval Research, (January 1962).
- Lee, T. D., Robinson, H., Schwartz, M. và R. Cool. "Intensity of Upward Muon Flux Due to Cosmic-Ray Neutrinos Produced in the Atmosphere", Nevis Cyclotron Laboratory, Columbia University, United States Department of Energy (through predecessor agency the Atomic Energy Commission), (June 1963).
- Franzini, P., Leontic, B., Rahm, D., Samios, N. và M. Schwartz. "Search for Massive Particles Produced in Interactions at 30 BeV", Brookhaven National Laboratory, Columbia University, United States Department of Energy (through predecessor agency the Atomic Energy Commission), (January 1965).
- Schwartz M. Principles of Electrodynamics. (October 1987).